# Shi (Lyrik)
Shi (chinesisch 詩 / 诗, Pinyin shī) ist das chinesische Wort für „Gedicht“. Es steht aber insbesondere auch für eine klassische Lyrik-Gattung, die in der Han-Dynastie entstand, in der Tang-Dynastie ihren Höhepunkt erreichte und vor allem von dem älteren Ci-Gedicht abzugrenzen ist.

## Ursprünge – „Yuefu“
Ab dem 2. Jahrhundert v. Chr. begann sich das Yuèfǔ (樂府 / 乐府) zum Shi weiterzuentwickeln – die Gedichtform, die die chinesische Lyrik bis in die Moderne beherrschen sollte. Die Autoren dieser Gedichte übernahmen die Fünf-Zeichen-Zeile des Yuefu, drückten damit aber komplexere Ideen aus. Shi-Gedichte verleihen im Allgemeinen mehr der eigenen Person des Dichters Ausdruck als, wie beim Yuefu, der eines fiktiven Charakters. Häufig waren sie romantischer Natur und insbesondere von taoistischem Gedankengut beeinflusst. Durch eine neuere Variante, die Sieben-Zeichen-Zeiler, wurden die der Form immanenten Möglichkeiten noch weiter fortentwickelt. In jedem Fall befindet sich vor den letzten drei Zeichen einer Zeile eine Zäsur, die die Zeile in Gruppen von zwei und drei oder vier und drei Zeichen untergliedert.

## Gushi
Als Gǔshī (古詩 / 古诗) „Gedichte im klassischen Stil“, werden teilweise die oben genannten, meist anonymen Shi-Gedichte bezeichnet. Daneben steht der Begriff für die in derselben Form abgefassten Schöpfungen späterer Dichter.
Die Form des Gǔshī ist verglichen mit dem späteren Jìntǐshī noch weitgehend frei; es gibt nur zwei Beschränkungen: Die Zeilenlänge von fünf bzw. sieben Schriftzeichen, also Wǔyán Gǔshī (五言古詩 / 五言古诗 – „Gushi mit fünf Zeichen“) bzw. Qīyán Gǔshī (七言古詩 / 七言古诗 – „Gushi mit sieben Zeichen“) und das Erfordernis eines Reims in jeder zweiten Zeile.
Der spätere kommunistische Revolutionsführer Mao Zedong hat 1916/17 während seines Lehrerstudiums in Hunan ein Sieben-Zeichen-Gedicht geschrieben, von dem nur noch folgende zwei Zeilen erhalten geblieben sind:  自信人生二百年， 会当水击三千里 / 會當水擊三千里  (Kurz- / Langzeichen, Pinyin: Zì xìn rénshēng èrbái nián, huì dāng shuǐ jī sānqiān lǐ), „Ich glaube, der Mensch /ich kann 200 werden // Und zum Schläger (Schwimmer) von 3.000 Meilen Wasser“.
Der Verhaltenskodex für Wing Chun, der dem Großmeister Yip Man zugeschrieben wird, ist auch in sieben Zeichen pro Zeile mit insgesamt neun Anweisungen pro Zeile geschrieben, so wie die erste: 守紀律崇尚武德 („Bleib diszipliniert, halte hoch der Kampfkunst Tugenden“, beziehungsweise Ritterlichkeit).
Das Gǔshī fand vor allem in der erzählenden Dichtung Anklang, sowie bei Autoren, die einen entspannten und phantasievollen Stil anstrebten. Li Bai ist der berühmteste von ihnen, aber die meisten großen Lyriker schrieben ebenfalls bedeutende Gǔshī.

## Jintishi
Jìntǐshī (近體詩 / 近体诗 – „Gedichte der neueren Form“), entstanden ab dem 5. Jahrhundert und erreichten ihren Höhepunkt in der Tang-Dynastie.
Gegenüber dem Gushi unterliegen sie erheblich strengeren metrischen Regeln: Auch ihre acht paarweise angeordneten Zeilen bestehen stets einheitlich aus fünf oder sieben Schriftzeichen. Daneben verlangen Jintishi ein Gleichgewicht zwischen den vier Tönen des klassischen Chinesisch (eben, steigend, eingehend, fallend) sowie je nach Untertyp eine bestimmte Versstruktur, bei der das dritte und das vierte Paar sowohl grammatikalisch als auch inhaltlich exakte Parallelen zu bilden haben. Grundformen des Jintishi sind:
- Lüshi (律詩 / 律诗,  lǜshī – „strenger Reim, genauer: Gedicht nach fester Regel“) Eine Strophe besteht aus zwei Strophen à vier Versen. Es sind paarweise Parallelismen erforderlich.
- Jueju (絕詩 / 绝诗,  juéshī – „kurzer Reim“) Eine Strophe umfasst nur vier Verse.
- Pailü (排律,  páilǜ – „aufgereiter, strenger Reim“) Eine bestimmte Verszahl pro Strophe ist nicht vorgeschrieben. Die Tonmuster und Parallelismen des zweiten und dritten Reimpaars werden in beliebiger Anzahl wiederholt. Das erste und letzte Reimpaar erfordert jeweils keinen Parallelismus.

Zu den bedeutendsten Jintishi-Dichtern gehören Wang Wei, Cui Hao, vor allem aber Du Fu.